# Chaerophyllum gilanicum
Chaerophyllum gilanicum är en flockblommig växtart som först beskrevs av Samuel Gottlieb Gmelin, och fick sitt nu gällande namn av Aleksandr Alfonsovitj Grossgejm. Chaerophyllum gilanicum ingår i släktet rotkörvlar, och familjen flockblommiga växter. Inga underarter finns listade i Catalogue of Life.